# 华南泡花树
华南泡花树（学名：Meliosma laui）为清风藤科泡花树属下的一个种。